# Ericeia statina
Ericeia statina är en fjärilsart som beskrevs av Heinrich Benno Möschler 1883. Ericeia statina ingår i släktet Ericeia och familjen nattflyn. Inga underarter finns listade i Catalogue of Life.